# باولو غيرا
باولو غيرا (بالبرتغالية: Paulo Guerra‏) هو منافس ألعاب قوى برتغالي، ولد في 21 أغسطس 1970 في بارانكوس ‏ في البرتغال.

## وصلات خارجية
- باولو غيرا على موقع الاتحاد الدولي لألعاب القوى (الإنجليزية)
- باولو غيرا على موقع الاتحاد الأوروبي لألعاب القوى (الإنجليزية)
- باولو غيرا على موقع رابطة إحصائيات سباق الطريق (الإنجليزية)
- باولو غيرا على موقع أوليمبيديا (الإنجليزية)